# John Waters (regisseur, 1893)
John Waters (New York, 31 oktober 1893 - Hollywood, 5 mei 1965) was een Amerikaanse filmregisseur. In 1935 won hij een Oscar voor beste regieassistent.

## Biografie
John Waters begon zijn carrière in de begindagen van de stomme film als eerste regieassistent. Hij werkte onder andere mee aan The Shadow of a Doubt (1916) en The Avenging Trail (1917).
In 1926 werd hem een positie als regisseur aangeboden bij Famous Players-Lasky en in een periode van twee jaar produceerde hij tien films, waarvan er vijf (Born to the West, Forlorn River, Man of the Forest, The Mysterious Rider en The Vanishing Pioneer) gebaseerd waren op de reeks populaire westernromans van Zane Grey en met in de hoofdrol de toenmalige westernheld Jack Holt. Hij regisseerde ook Gary Cooper in zijn eerste hoofdrol in de western Arizona Bound (1927).
Met de komst van de geluidsfilm ging hij aan de slag bij Metro-Goldwyn-Mayer, opnieuw als regieassistent. Hij werd in 1934 en in 1935 twee keer op rij genomineerd voor de Oscar voor beste regieassistent. Hij won bij zijn tweede nominatie, voor Viva Villa!, en ontving een certificaat van verdienste. Het certificaat werd in 1965 vervangen door een Oscar-beeldje.
Hoewel Waters bekend was in de filmindustrie, stond zijn naam als regieassistent niet vermeld in de aftiteling van Viva Villa! en ook niet in de meeste andere films waar hij als regieassistent aan meegewerkt had. Afgezien van Donkey Baseball, een kortfilm uit 1935, was The Mighty McGurk uit 1947 de enige geluidsfilm die hij bij MGM geregisseerd heeft.
Nadat hij in 1958 als tweede regieassistent meegewerkt had aan twee grote Hollywoodproducties, The Deep Six van Warner Bros en de onafhankelijk geproduceerde film The Big Country, werd hij opgenomen in het Motion Picture Country House and Hospital in een buitenwijk van Los Angeles, waar hij zeven jaar later overleed op 71-jarige leeftijd. Hij werd overleefd door zijn vrouw Frances.